# Cec Linder
Pour les articles homonymes, voir Linder.
Cec Linder né Cecil Yekuthial Linder est un acteur canadien né le 10 mars 1921 à Radziechowy (Pologne) et mort le 10 avril 1992 à Toronto (Canada).

## Biographie
Sa famille a fui la Pologne avant l'holocauste. Cec Linder a grandi à Timmins (Ontario) où son père était rabbin. Avant d'être acteur, il a été présentateur pour la radio CKGB à Timmins.
Il est principalement connu pour avoir interprété le rôle de Felix Leiter dans le troisième James Bond Goldfinger.

## Vie privée
- Marié à Joan Patricia Nuttall (1962-?) : 2 enfants

## Mort
Il est mort des complications d'un emphysème au Mount Sinai Hospital de Toronto.

## Filmographie

### Télévision
- 1953-1954 : Space Command
- 1956 : It's the Law (série télévisée)
- 1958 : Quatermass and the Pit (série télévisée) : Dr Matthew Roney
- 1961 : Salt of the Earth
- 1954-1964 : The Secret Storm (série télévisée) : Peter Ames #2 (1962-1964)
- 1964 : The Edgar Wallace Mystery Theatre - The Verdict (série télévisée) : Joe Armstrong
- 1964 : Swizzlewick (série télévisée) : Flich (unknown episodes)
- 1964 : Moment of Truth (série télévisée) : Dean Hogarth
- 1965 : Le Saint (série télévisée) : Les Trois Madame Oddington (saison 4 épisode 5) : Waldo Oddington
- 1965 : The Good Shoe Maker and the Poor Fish Peddler  : Frederick Katzmann
- 1966 : Quentin Durgens, M.P. (série télévisée) : Sherwin
- 1971 : Famous Jury Trials (série télévisée)
- 1973 : The Thanksgiving Treasure  : Aaron Burkhart
- 1974 : House of Pride (série télévisée) : Andrew Pride
- 1956 : The Edge of Night (série télévisée) : Senator Benjamin 'Ben' Travis #2 (unknown episodes, 1974)
- 1975 : Death Among Friends
- 1977 : Chapeau melon et bottes de cuir (The Avengers), épisode Complexe X41 : Baker
- 1968 : On ne vit qu'une fois ("One Life to Live") (série télévisée) : Dr Thornley (unknown episodes, 1976)
- 1979 : An American Christmas Carol  : Auctioneer
- 1980 : Chairman of the Board (TV)
- 1980 : The Courage of Kavik, the Wolf Dog  : Eddie
- 1980 : F.D.R.: The Last Year  : Samuel Rosenman
- 1981 : Freddy the Freeloader's Christmas Dinner : Rich Man #1
- 1981 : Chairman of the Board (série télévisée) : Paul Morel
- 1982 : Little Gloria... Happy at Last
- 1984 : Heartsounds  : Dr Korber
- 1985 : Jimmy Valentine  : Joshua Grey
- 1985 : Dans des griffes de soie (Seduced)  : Executive at Exchange
- 1985 : Perry Mason Returns  : District Attorney Jack Welles
- 1986 : Une affaire meurtrière : Carmine Franco
- 1986 : Perry Mason: The Case of the Shooting Star
- 1986 : Crime de la passion (The High Price of Passion)  : Judge
- 1986 : La Colombe de Noël (Christmas Eve) : Dr Greenspan
- 1987 : Fight for Life
- 1988 : Blades of Courage : Stuart Carmody
- 1988 : Betrayal of Silence  : Judge Calvin
- 1988 : Pour l'amour de Lisa (Bridge to silence)  : Sam
- 1989 : Cap Danger (épisode : Emporors New Clothes) : Dr. Andrew Reinhardt
- 1990 : Hitler's Daughter de James A. Contner (téléfilm) : Trautman
- 1990 : Les Derniers jours de bonheur (The Last Best Year)  : Dr Siegel
- 1990 : On Thin Ice: The Tai Babilonia Story
- 1991 : Un privé sous les tropiques  2 épisodes : Sid Grady
- 1991 : Rintintin junior (épisode : Over the Hill Gang)
- 1988-1992 : Street Legal 3 épisodes : Gerald Rose/Judge Keil

### Cinéma
- 1955 : Strike in Town
- 1956 : Is It a Woman's World?
- 1956 : Strike in Town: Revised
- 1958 : Flaming Frontier : cap. Dan Carver
- 1959 : Jet Storm : col Coe
- 1959 : SOS Pacific : Willy
- 1960 : Too Young to Love de Muriel Box : M.. Brill
- 1960 : Drame dans un miroir (Crack in the Mirror) : Murzeau
- 1960 : Cri d'angoisse (Subway in the Sky) de Muriel Box : Carson
- 1961 : John A. Macdonald: The Impossible Idea : Toronto Globe Reporter
- 1962 : Lolita : Dr Keegee (at hospital)
- 1964 : Goldfinger : Felix Leiter
- 1966 : Little White Crimes
- 1966 : The Shattered Silence
- 1966 : Technique d'un meurtre (Tecnica di un omicidio) : Gastel
- 1967 : Do Not Fold, Staple, Spindle, or Mutilate
- 1969 : Explosion : M.. Evans
- 1972 : The Sloane Affair
- 1972 : Nid d'espions à Istambul (Innocent Bystanders) : Mankowitz
- 1973 : Piège pour un tueur (Si Puo essere piu bastardi dell'ispettore Cliff ?) de Massimo Dallamano
- 1973 : Une maîtresse dans les bras, une femme sur le dos (A Touch of Class) : Wendell Thompson
- 1974 : To Kill the King : Stephen Van Birchard
- 1974 : Why Rock the Boat? : Carmichael
- 1974 : Vengeance Is Mine : Ackerman
- 1976 : Summer Rain
- 1976 : Second Wind : Graham
- 1976 : Point of No Return d'Ed Hunt : Professor Johns
- 1976 : The Clown Murders : The Promoter
- 1977 : Three Dangerous Ladies : Dr Carstairs - segment 'The Mannikin'
- 1977 : Age of Innocence : Dr Hogarth
- 1977 : Deadly Harvest : Henry the Chairman
- 1978 : Tomorrow Never Comes : Milton
- 1978 : High-Ballin' : Policeman
- 1978 : I Miss You, Hugs and Kisses : Chief Parker
- 1979 : Something's Rotten : Alexis Alexander
- 1979 : Cité en feu (City on Fire) : Councilman Paley
- 1979 : Lost and Found : M.. Sanders
- 1980 : Virus (Fukkatsu no hi) : Dr Latour
- 1980 : Atlantic City : President of hospital
- 1982 : Deadly Eyes : Dr Louis Spencer
- 1984 : Heavenly Bodies : Walter
- 1985 : Lune de miel : Barnes
- 1987 : George and Rosemary : Narrator (voix)

Cet article est partiellement traduit du Wikipédia américain